# Phygadeuon incertus
Phygadeuon incertus là một loài tò vò trong họ Ichneumonidae.